# Praeteraraneoides
Genre
Praeteraraneoides est un genre fossile d'araignées aranéomorphes de la famille des Protoaraneoididae.

## Distribution
Les espèces de ce genre ont été découvertes dans de l'ambre de Birmanie. Elles datent du Crétacé.

## Liste des espèces
Selon The World Spider Catalog 19.5 :
- †Praeteraraneoides bifurcatum Wunderlich, 2018
- †Praeteraraneoides bipartitum  Wunderlich, 2018
- †Praeteraraneoides leni  Wunderlich, 2018

## Publication originale
- Wunderlich & Müller, 2018 : Fossil spiders (Araneae) in Cretaceous Burmese amber. Beiträge zur Araneologie, vol. 11, p. 1–167 (en).

## Liste des genres de la famille éteinte Protoaraneoididae
Selon The World Spider Catalog 19.5 :
- †Praeteraraneoides Wunderlich, 2018
- †Proaraneoides Wunderlich, 2018
- †Protoaraneoides Wunderlich, 2018
- †Spinipalpitibia Wunderlich, 2015